# 쑹룽후이
쑹룽후이 (중국어: 宋容慧, 병음: Sòng Rónghuì 송용혜, 1992년 7월 25일 ~ ）는 중화인민공화국의 바둑 기사이다. 2011년 현재 항저우기원 소속 5단.
조선족 출신으로 헤이룽장성 하얼빈시에서 태어나, 프로 기사 주옌밍, 천자오펑에게서 배웠다. 2005년 2월부터 베이징 악권도장에서 수학했다. 2006년 14세의 나이로 입단 후, 전국위기개인전 여자 부문에서 우승했다. 2008년 박지은, 이민진 등을 꺾고, 제1회 세계 마인드 스포츠 게임 여자 바둑 개인 부문에서 금메달을 획득했다. 같은 해 11월 제7회 정관장배에 출전하여 6연승을 거두어, 당시 연승 신기록을 수립했다. 2010년 광저우 아시안 게임 바둑 여자 단체와 혼성 페어 부문에서 은메달을 획득했다.